# Группа армий «Генерал Антонеску»
Группа армий «Генерал Антонеску» (Gl. Antonescu) — группа армий Королевства Румыния периода Второй мировой войны. Преимущественно в состав группы входили румынские войска. Состояла из румынских 3-й и 4-й армий, отдельного 2-го армейского корпуса и немецкой 11-й армии. Многие историки не упоминают о данной группе армий, причисляя 11-ю немецкую армию к группе армий «Юг».

## Состав группы
Группа армий «генерал Антонеску» состояла из следующих соединений
(по состоянию на июнь-июль 1941 года):
Румынская 3-я армия
- румынский Горный корпус:
  - 1-я горная бригада
  - 2-я горная бригада
  - 4-я горная бригада
  - 8-я кавалерийская бригада
  - 7-я пехотная дивизия

Румынская 4-я армия
- румынский 5-й армейский корпус:
  - 1-я пограничная дивизия
  - 21-я пехотная дивизия
- румынский 3-й армейский корпус:
  - 15-я пехотная дивизия
  - 35-я пехотная дивизия
  - 1-я Гвардейская дивизия
- румынский 11-й армейский корпус:
  - 1-я крепостная бригада
  - 2-я крепостная бригада
  - 17-й пехотный полк
  - 1-й мотоциклетный батальон
  - 2-й мотоциклетный батальон

Немецкая 11-я армия:
- XI-й армейский корпус:
  - 239-я пехотная дивизия
  - 76-я пехотная дивизия
  - 6-я румынская пехотная дивизия
  - 8-я румынская пехотная дивизия
  - 6-я румынская кавалерийская бригада
- XXX-й армейский корпус:
  - 198-я пехотная дивизия
  - 14-я румынская пехотная дивизия
  - 5-я румынская кавалерийская бригада
- LIV-й армейский корпус:
  - 170-я пехотная дивизия
  - 50-я пехотная дивизия
- румынский Кавалерийский корпус:
  - 5-я кавалерийская бригада
  - 6-я кавалерийская бригада
- 72-я пехотная дивизия;
- 22-я пехотная дивизия.

- Румынский отдельный 2-й армейский корпус:
  - 9-я пехотная дивизия
  - 10-я пехотная дивизия
  - 1-я группа морской пехоты

Резерв Группы: 5-я, 11-я, 13-я пехотные, 1-я бронетанковая румынские дивизии